# Denkmal für die Wiedervereinigung

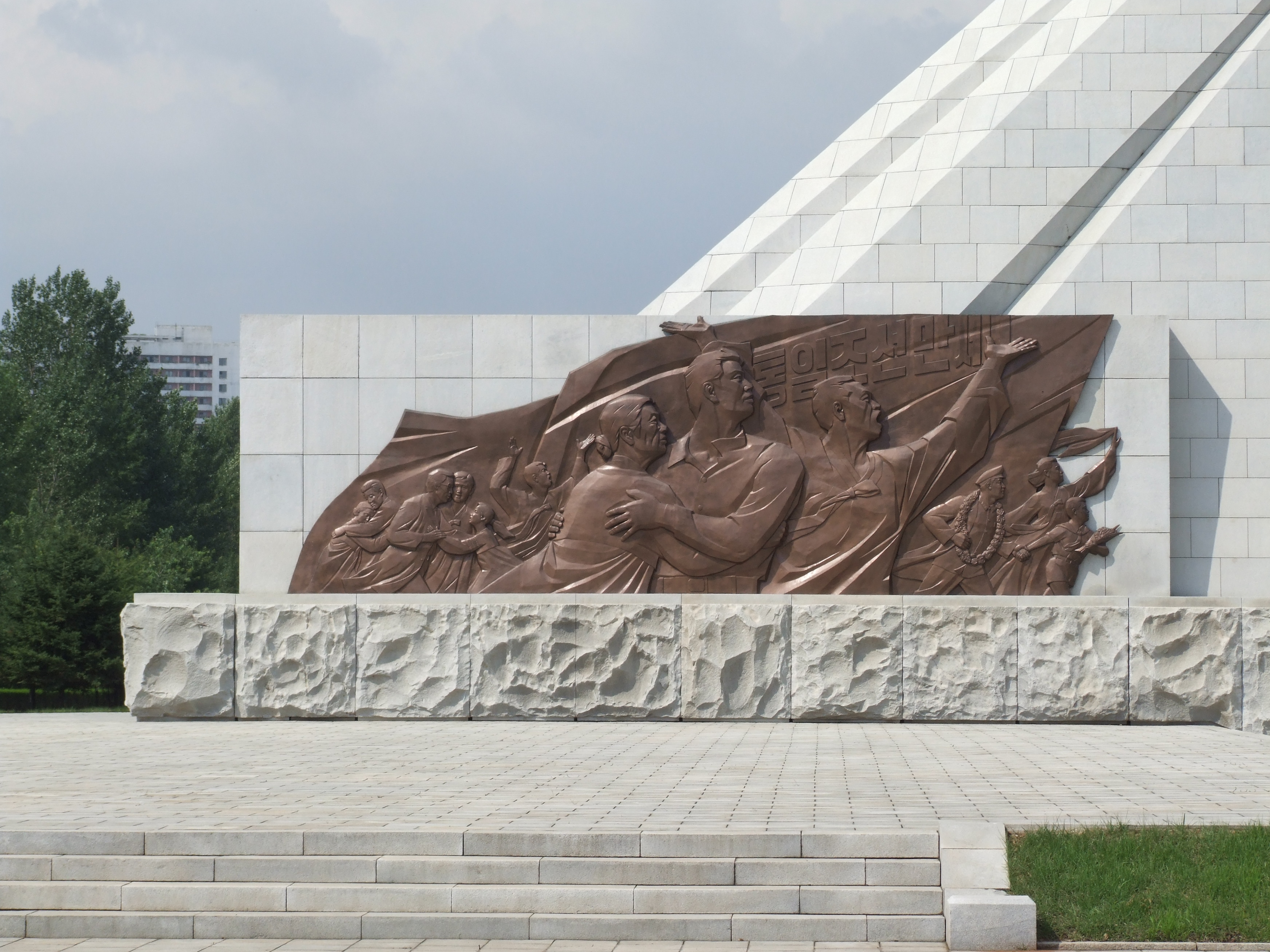
Relief mit Figuren auf dem Sockel

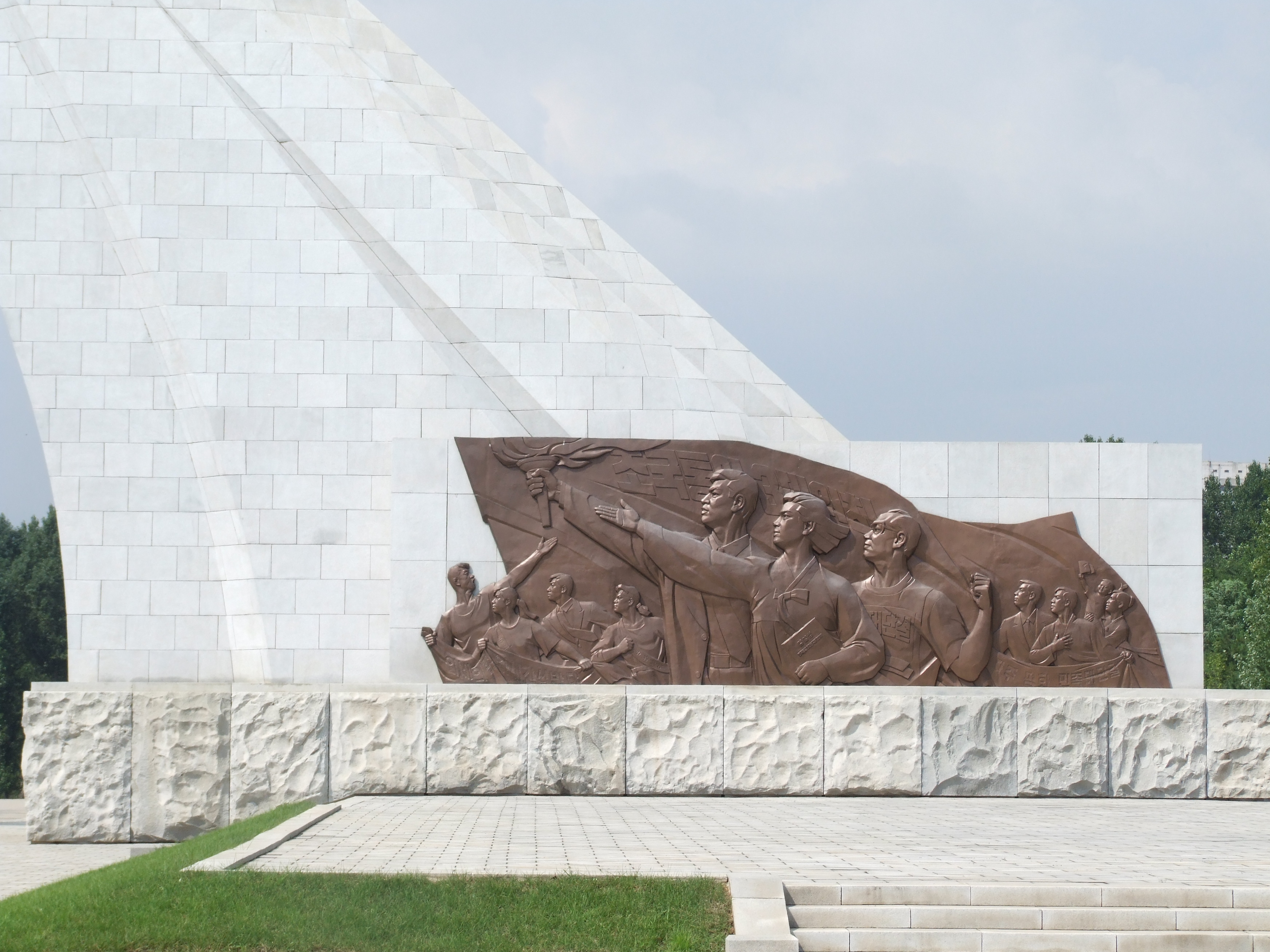
Das Relief auf der anderen Seite

Das Denkmal für die Wiedervereinigung war ein Monument in der nordkoreanischen Hauptstadt Pjöngjang, das die Vision der Koreanischen Wiedervereinigung symbolisierte. Es wurde im Jahr 2001 erbaut und im Januar 2024 abgerissen.

## Hintergrund
Das Denkmal wurde 2001 im Gedenken an die Bestrebungen des „ewigen Präsidenten“ Kim Il-sung zur Wiedervereinigung von Nord- und Südkorea erbaut. Kim hatte im Jahr 1960 ein Wiedervereinigungskonzept erstellt. Am 3. Mai 1972 formulierte er bei einem Staatsbesuch einer südkoreanischen Regierungsdelegation in Pjöngjang drei Prinzipien für eine Wiedervereinigung: Diese solle unabhängig, in Einigkeit und friedlich zustande kommen (Wiedervereinigung ohne Anlehnung an fremde Kräfte und frei von fremder Einmischung, Zurückstellung der Differenzen der Ideologien und der Systeme, keine Waffengewalt).

## Standort
Das Denkmal befand sich im Stadtbezirk Rakrang-guyŏk. Es bildete ein Tor über der Pjöngjang-Kaesŏng-Schnellstraße, die von Pjöngjang nach Kaesŏng und weiter bis nach Panmunjeom zur Demilitarisierten Zone führt.

## Beschreibung
Das Denkmal hatte eine Gesamthöhe von 30 Metern und eine Breite von 61,50 Metern. Es stellte zwei Koreanerinnen dar, die sich in traditioneller koreanischer Tracht gegenüberstehen. Die 25 Meter hohen Figuren der Frauen waren aus Betonblöcken zusammengesetzt und spiegelbildlich gestaltet.
Die beiden Frauen hielten mit ausgestreckten Armen gemeinsam eine runde Tafel mit der Karte des vereinigten Korea empor. Die Tafel bildete die Spitze des Denkmals. Unter der Karte verwies die Aufschrift 3대헌장 auf die drei Prinzipien. Die Landmasse Koreas und die Inschrift waren aus Bronze und somit auf dem hellen Hintergrund gut zu erkennen. Im unteren Bereich wurde Korea von Sommer-Magnolien eingerahmt, der Nationalblume Nordkoreas.
Zu beiden Seiten der Straße war auf dem Sockel des Monuments ein Bronze-Relief angebracht. Jedes der beiden Reliefs zeigte im Vordergrund eine Gruppe von drei Koreanern (jeweils zwei Männer und eine Frau) und im Hintergrund weitere Menschen in kleinen Gruppen.

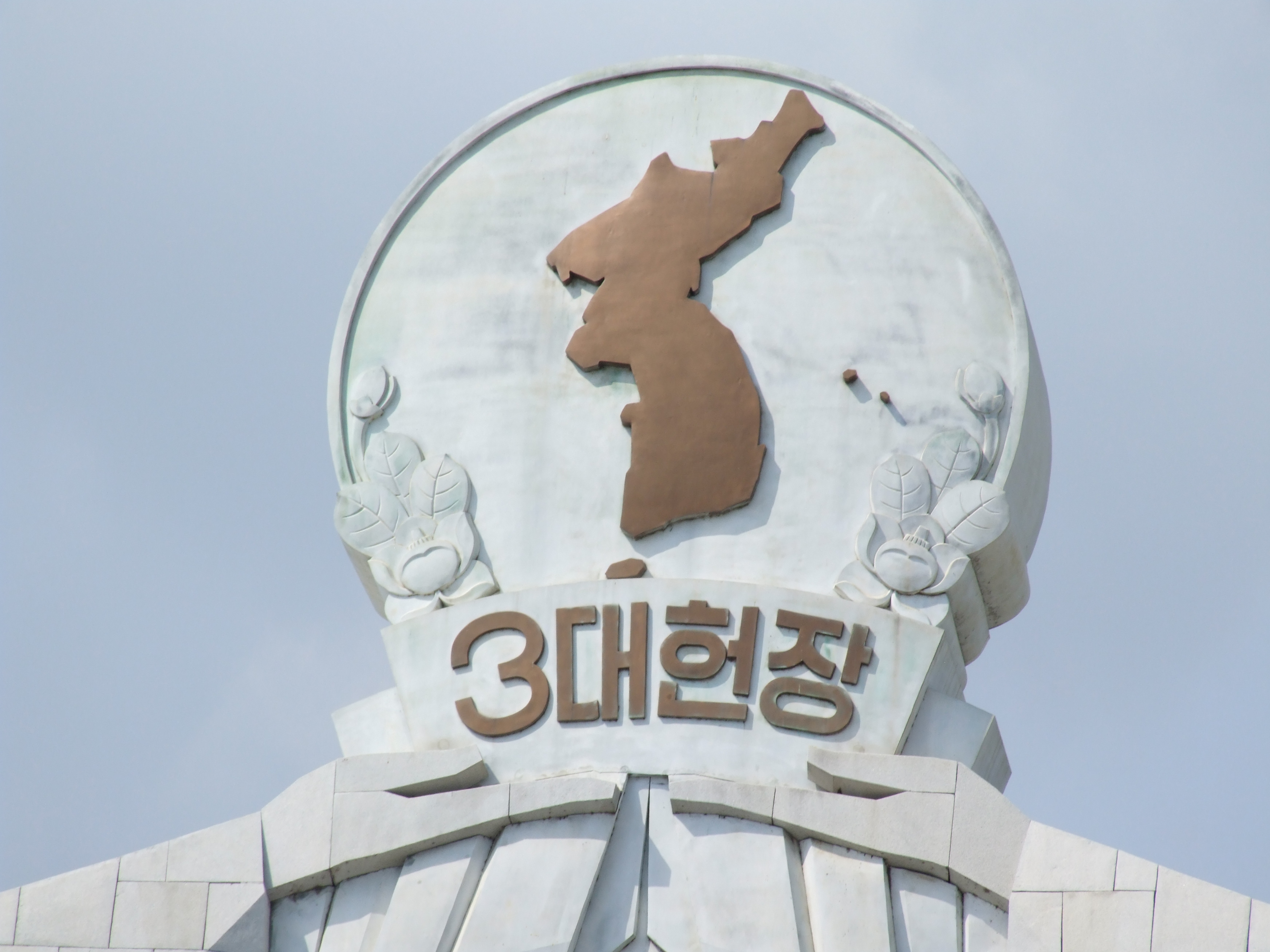
Die Karte des vereinigten Korea an der Spitze des Monuments, getragen von den Händen der beiden Frauen
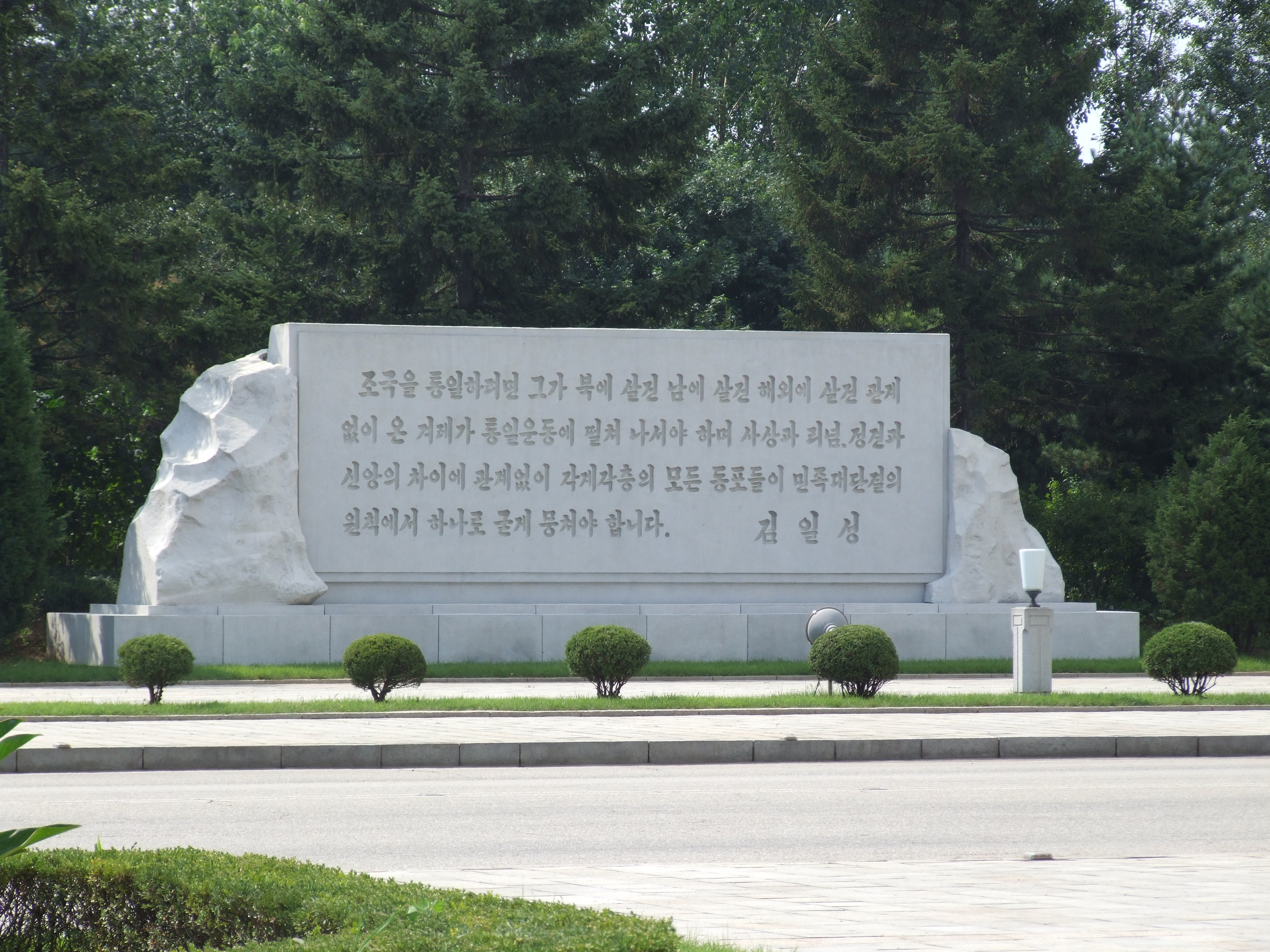
Gedenkstein

## Zerstörung
Im Januar 2024 forderte Nordkoreas derzeitiger Herrscher Kim Jong-un die Zerstörung des Denkmals aus Unzufriedenheit mit einer Wiedervereinigung mit Südkorea. Er gab die Bestrebungen zur Wiedervereinigung mit Südkorea auf und kündigte das Ende dieser Politik an.
Laut Satellitenbildern wurde das Denkmal irgendwann zwischen dem 19. und 23. Januar 2024 abgerissen. Die Nachricht, dass das Denkmal abgerissen wurde, wurde am 24. Januar 2024 vom Vereinigungsministerium von Südkorea bestätigt.